# Queenstown (Maryland)
Queenstown é uma cidade  localizada no estado americano de Maryland, no Condado de Queen Anne's.

## Demografia
Segundo o censo americano de 2000, a sua população era de 617 habitantes.
Em 2006, foi estimada uma população de 634, um aumento de 17 (2.8%).

## Geografia
De acordo com o United States Census Bureau tem uma área de
1,2 km², dos quais 1,1 km² cobertos por terra e 0,1 km² cobertos por água. Queenstown localiza-se a aproximadamente 6 m acima do nível do mar.

## Localidades na vizinhança
O diagrama seguinte representa as localidades num raio de 16 km ao redor de Queenstown.